# Владимир Г. Костић
Владимир Г. Костић (Ваљево, 20. август 1953) је српски шаховски велемајстор.

## Каријера
Владимир Г. Костић је постао међународни мајстор шаха 1991. а велемајстор 2005. године.
Костић је победио на шаховском турнир у Каорлеу (1979), потом у Минхену (четири пута), Будимпешти, Ватенс опен у Аустрији, Мољано Венету, Унтерхахингу и на турниру Кавалир опен у Бечу (2008).